# Buikslotermeer
Buikslotermeer (deutsch Buikslotersee) ist ein ehemaliger See, der um 1627 trockengelegt wurde und nun ein Stadtviertel in Amsterdam-Noord (Provinz Nordholland) ist. 2024 hatte das Viertel 12.070 Einwohner.

## Geschichte
Zusammen mit den beiden Seen Belmer- und Broekemeer wurde Buikslotermeer um 1627 ein Polder. 1825 kam es bei dem Dorf Durgerdam zu einem Deichdurchbruch und Buikslotermeer sowie das Gebiet „Waterland“ wurden überschwemmt. 1916 kam es zu einer erneuten und vorläufig letzten großen Überschwemmung. Der Buikslotermeerpolder beziehungsweise Buikslotermeer gehörte früher zu den damaligen Gemeinden Nieuwendam und Buiksloot. Beide Gemeinden wurden 1921
der Stadt Amsterdam zugeteilt. Die Bezeichnung Buikslotermeer wird für das ganze Gebiet Buikslotermeer-Polder angewandt.

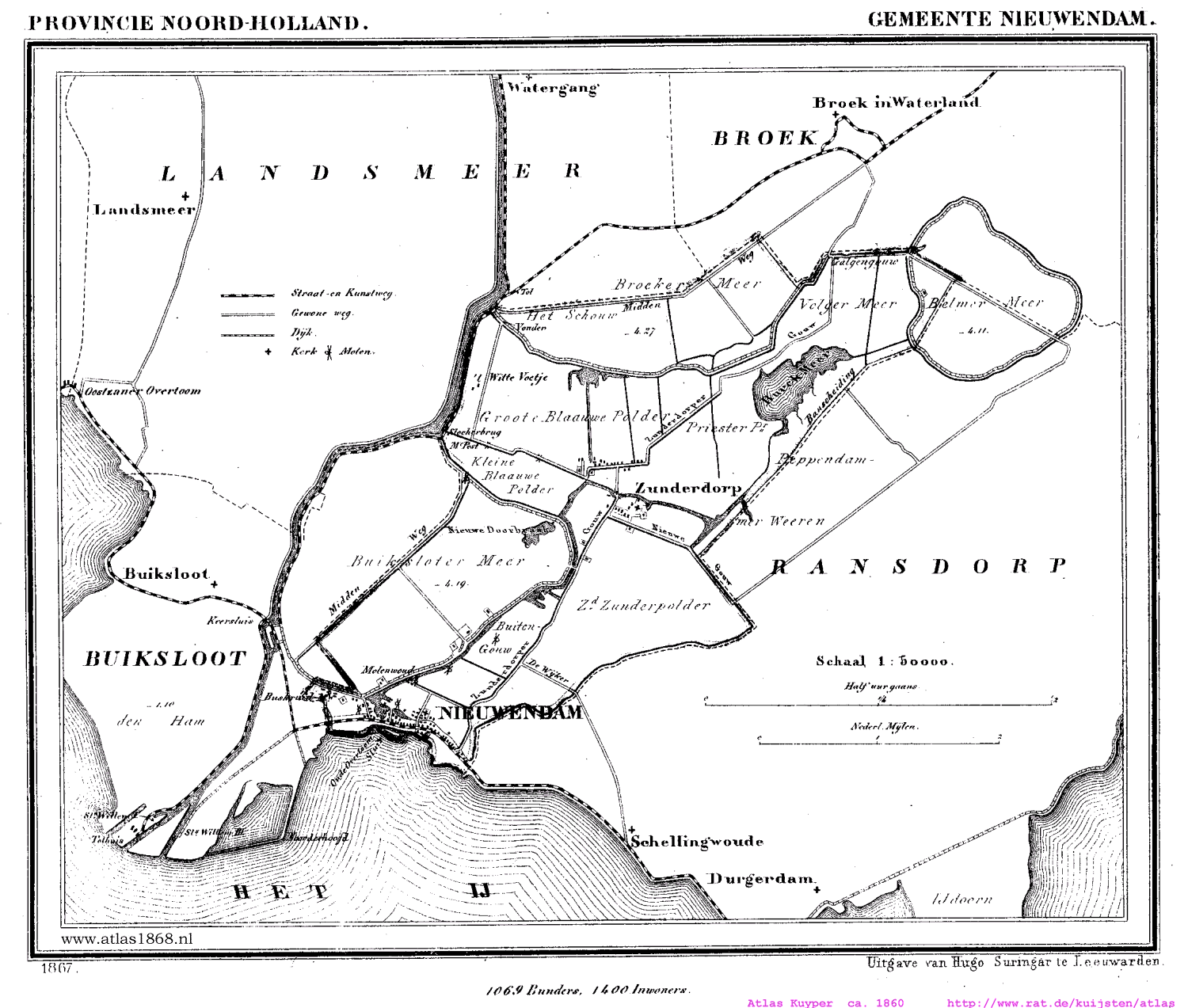
Buiksloter-, Belmer- en Broekermeerpolders in der Gemeinde Nieuwendam (1867)

 In den 1990er Jahren entstand hier eine Neubausiedlung. Das Einkaufszentrum (niederländisch Winkelcentrum) Boven’t Y am Buikslotermeerplein wird von Einwohnern aus ganz Amsterdam-Noord besucht. Es hat eine  Grundfläche von 8600 m² und neben zahlreichen Geschäften wurden 40 Sozialwohnungen gebaut und 800 Parkplätze. 2011 kommt ein Kino und ein kulturelles Zentrum (niederländisch Cultuurcentrum) hinzu. Es ist mit 136 Geschäften eines der größten Einkaufszentren in den Niederlanden. Einmal jährlich wird hier im Juni eine Festwoche organisiert mit Musik, Tanz und einem Straßenmarkt. Seit 1992 findet in Noord ein jährliches Festival, das Over’t IJ-Festival, statt. Darüber hinaus gibt es das Norderparkfestival. Im Nachbarschaftsviertel Loenermark stehen Parkhäuser mit Dachterrassen.
Am Buikslotermeerplein liegt der Buikslotermeermarkt der vor allem für sein großes Kleiderangebot bekannt ist. Der Markt liegt mitten im Einkaufszentrum und ist Montag 12:00 bis 18:00 Uhr und von Dienstag bis Samstag von 8:00 bis 17:00 Uhr geöffnet. Im Stadtteil Buikslotermeer gibt es noch die Sportanlage „Elzenhagen“, den Friedhof „Noorderbegraafsplaats“, eine Bibliothek, einen Golfplatz und eine Kläranlage.